# Lower Elochoman (Washington)
Lower Elochoman es un lugar designado por el censo ubicado en el condado de Wahkiakum en el estado estadounidense de Washington. En el año 2010 tenía una población de 185 habitantes.

## Geografía
Lower Elochoman se encuentra ubicado en las coordenadas 46°13′7″N 123°22′11″O / 46.21861, -123.36972.